# Ana Buceta
Ana Buceta Rodríguez  (Moaña, España, 4 de diciembre de 1992), es una futbolista profesional española. Actualmente juega en el Oviedo femenino.

## Trayectoria deportiva
Comenzó su carrera en el FVPR El Olivo donde jugó hasta el 2012 cuando llegó al Levante U.D. donde militó hasta 2019. En verano de 2019 se anunció su fichaje por el Málaga CF Femenino.
Con la Selección femenina de fútbol de España participó en 2010 y 2011 en el Campeonato Europeo Femenino Sub-19 de la UEFA.

## Clubes
| Club               | País   | Año         |
| ------------------ | ------ | ----------- |
| FVPR El Olivo      | España | 2008 - 2012 |
| Levante U.D.       | España | 2012 - 2019 |
| Málaga CF Femenino | España | 2019 -      |